# Брайан Пампер
Брайан Пампер (англ. Brian Pumper, также известен как англ. B Pumper, настоящее имя англ. Michael Felton, родился 25 апреля 1981 года, Нью-Йорк) — американский порноактёр, режиссёр и рэпер.

## Биография
Родился 25 апреля 1981 года. Дебютировал в порнобизнесе в 2001 году. В 2004 году получил AVN Awards в номинации «лучшая сцена триолизма» за Weapons of Ass Destruction 2 совместно с Джессикой Дарлин и Джулсом Джорданом.
Режиссерскую карьеру начал с компании Black Ice, а в 2005 году подписал дистрибьюторский контракт с West Coast Productions. В 2008 году подписал эксклюзивный режиссерский контракт с Evil Angel, но в 2009 году он был расторгнут из-за того, что Пампер подделал тест на ЗППП для исполнительницы.
В 2006 году Пампер создал собственную производственную компанию Freaky Empire вместе с Логаном Ричардом Шидиком (Logan Richard Szidik). С 2001 года он появился в титрах более 950 раз. В июле 2010 года было объявлено, что Пампер снимется в фильме с Монтаной Фишберн, дочерью актера Лоренса Фишберна. Этот фильм впоследствии был выпущен как Phattys Rhymes and Dimes 14, а Монтана появилась под именем Chippy D. В 2011 году Пампер начал рэп-карьеру, выпустив такие песни, как Porno Nigga, Oh And It’s Shaved, Swingin Da Lead, Swiftly и Pumper.

## Награды и номинации
| Год  | Результат | Номинация | Фильм                            |
| ---- | --------- | --- | -------------------------------- |
| 2003 | Номинация | Лучшая групповая сцена — видео (вместе с Flick Shagwell, Judy Star и Марком Вудом) | World Class Ass                  |
| 2003 | Номинация | Лучший новичок | н/д                              |
| 2004 | Номинация | Best Sex Scene in a Foreign-Shot Production (вместе с Katrina, Bianca и Brandon Iron) | Hardcore Training                |
| 2004 | Номинация | Лучшая групповая сцена — видео (вместе с Maya, Rah, Bomb Pussy, Diamond, Ebony, Darren James, Mark Anthony, Domineko и Boz)                                                                                            | Orgy World: Brown и Round 2      |
| 2004 | Победа    | Лучшая сцена триолизма — видео (вместе с Джессика Дарлин и Джулсом Джорданом) | Weapons of Ass Destruction 2     |
| 2005 | Номинация | Лучшая групповая сцена — видео (вместе с Мэнди Брайт, Frank Gun и Zenza Raggi) | Manhammer 2                      |
| 2005 | Номинация | Лучшая групповая сцена — видео (вместе с Кэйлин, Billy Banks, Bishop и Tee Reel) | Once You Go Black 3              |
| 2006 | Номинация | Лучшая групповая сцена — видео (вместе с Evasive Angles Entertainment, Victoria Allure, Jenna Brooks, Nicki Hunter, Lavea, Vanilla Skye, Cindy Sterling, Келли Уэллс, Mark Anthony, Byron Long и Others)               | Orgy World 9                     |
| 2006 | Номинация | Best Sex Scene in a Foreign-Shot Production (вместе с Evasive Angles, Agatha, Babaloo, Jamilla, Liceenne, Puca, Angel, Uri, William, Max, и Wesley)                                                                    | Big Bubble Butt Brazilian Orgy 5 |
| 2007 | Номинация | Лучшая групповая сцена — видео (вместе с Annabelle, Luissa Rosso, Luscious Lopez, Mya Kiss, Naomi, Sophia Castello, Велисити Вон, Byron Long, Charlie Mac, Cun Tree, L.T. Turner, Mark Anthony и Nate Turnher)         | Big Phat Wet Ass Orgy 2          |
| 2007 | Номинация | Лучшая групповая сцена — видео (вместе с Джасмин Бирн, Arnold Schwarzenpecker, Ben English, Benjamin Brat, Chris Charming, Эриком Эверхардом, Joel Lawrence, Nathan Threat, Otto Bauer, Reno, Sascha и Стивом Холмсом) | Gangbanger’s Ball                |
| 2008 | Номинация | Лучшая анальная сцена — видео (вместе с Аврора Джоли) | Cum in My Booty                  |
| 2009 | Номинация | Лучший режиссёр — межрасовое видео | Gapeman                          |

| Год  | Результат | Номинация                                                                      | Фильм                        |
| ---- | --------- | ------------------------------------------------------------------------------ | ---------------------------- |
| 2004 | Номинация | Лучшая сцена триолизма — видео (вместе с Джессикой Дарлин и Джулсом Джорданом) | Weapons of Ass Destruction 2 |

| Год  | Результат | Номинация                                                       | Фильм                    |
| ---- | --------- | --------------------------------------------------------------- | ------------------------ |
| 2008 | Номинация | Лучший исполнитель                                              | н/д                      |
| 2009 | Номинация | Лучшая сцена триолизма (вместе с Desiree Diamond и Rico Strong) | Black Asshole Stretchers |
| 2009 | Номинация | Лучшая анальная сцена (вместе с Emma Heart)                     | The Ass Spread           |